# سالبادور كورونا
سالبادور كورونا (بالإسبانية: Salvador Corona)‏ هو فنان مكسيكي، ولد في 1895 في ولاية شيواوا في المكسيك، وتوفي في 1990 في توسان في الولايات المتحدة.